# Marianki (województwo lubuskie)
Marianki – wieś w Polsce położona w województwie lubuskim, w powiecie sulęcińskim, w gminie Krzeszyce.
W 1946 miejscowość została włączona do województwa poznańskiego na terenie powojennej Polski.
W latach 1975–1998 miejscowość administracyjnie należała do województwa gorzowskiego.